# Erika Kickton
Erika Kickton, née le 21 mai 1896 à Schöneberg et morte le 28 septembre 1967 à Wiesbaden, est une musicologue et compositrice allemande.

## Œuvres
- Das Problem der Konsonanz. 1947
- Was wissen wir über Musik. Merseburger, Leipzig 1926.
- Charakterkunde. Bernard & Graefe, Berlin 1958.
- Musikwissenschaft im Umriß. Max Hesse, Berlin 1958.
- Die Beziehung der Tonkunst zur Philosophie. Kgr-Ber. Basel 1949, Kassel o. J.
- Drei Lieder nach Gedichten von Hermann Löns (Musikalische Fundgrube)
- Durch Potsdams Gärten. 1921.
- Gedanken und Stimmungen in Versen. 1921.

## Source
- (de) Cet article est partiellement ou en totalité issu de l’article de Wikipédia en allemand intitulé « Erika Kickton » (voir la liste des auteurs).